# 勝部健太郎
勝部 健太郎（かつべ けんたろう、1974年（昭和49年） - ）は、東京都出身のクリエイティブディレクター、WEBディレクターである。私立浅野高校卒業、慶応義塾大学経済学部卒業。O型。

## 人物像
2005年（平成17年）よりユニクロに入社。世界215ヶ国から閲覧され、世界三大広告賞で最高賞を受賞したWEBコンテンツ「UNIQLOCK」をはじめとしたWEBキャンペーンの戦略プランニング、クリエイティブディレクションを行う。インタラクティブメディアを活用したグローバルなコミュニケーション戦略の構築およびクリエイティブ開発を行っている。

## 作品

### 株式会社ユニクロ
- UNIQLOCK
- UNIQLO CALENDAR
- UNIQLO LUCKY SWITCH
- UNIQLO TRY
- UNIQLO TRY2
- UNIQLO MEETS CORTEO
- UNIQLO JUMP
- UNIQLO GRID
- UTweet
- Sportweet
- Color Tweet

## 関連記事
- white-screenインタビュー記事
- PRESIDENTインタビュー記事
- MarkeZinインタビュー記事
- 日経NET Marketingインタビュー記事
- ITmediaインタビュー記事
- 日経ビジネスオンラインインタビュー記事